# Sobre ilustrado prefranqueado

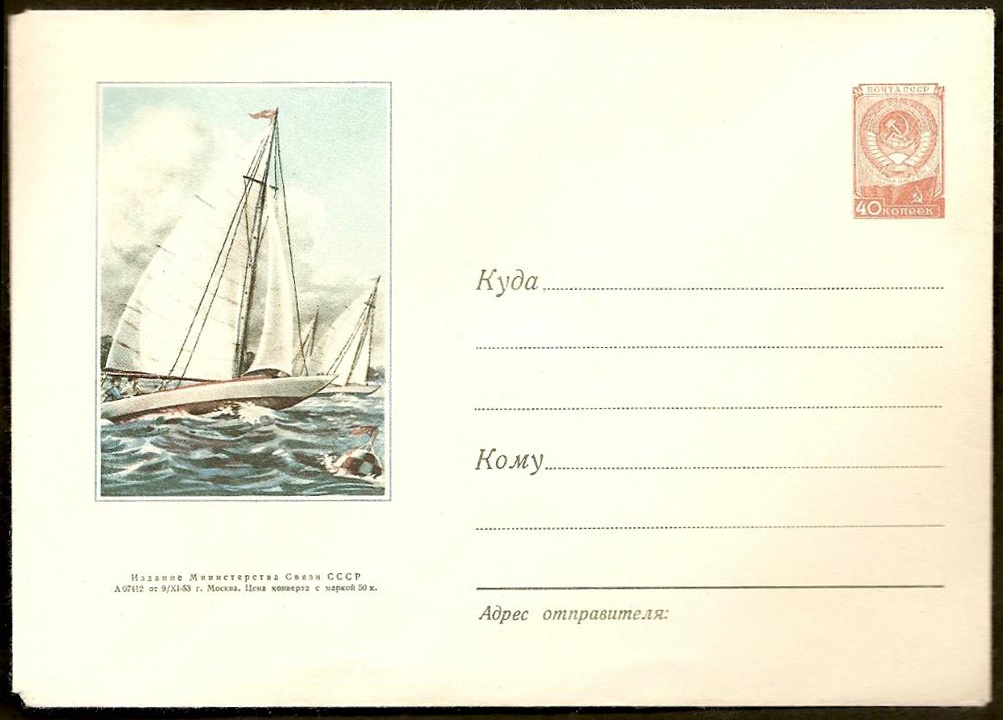
Imagen de un sobre ilustrado prefranqueado.

Sobre ilustrado prefranqueado (en ruso: Художественный маркированный конверт ([KHMK]) – publicada en la URSS, Rusia y otros países es el sobre postal ilustrado en el haz (cara del destinatario). En filatelia es un material filatélico unitario.
El primer sobre artístico del ministerio de comunicaciones de la URSS fue emitido el 9 de noviembre de 1953. En contraste a los sobres franqueados del modelo estándar, que se emitían en la URSS desde 1927, los KHMK no tenían escudo de armas y la parte izquierda se usaba bajo la figura. En el primer sobre KHMK se mostraban unos yates.
Como sello [ZPO] se valorizó en 40 kopek es una serie de ocho sellos estándar de la URSS ([TSFA] ([ITTS] “estampilla”) #1383).

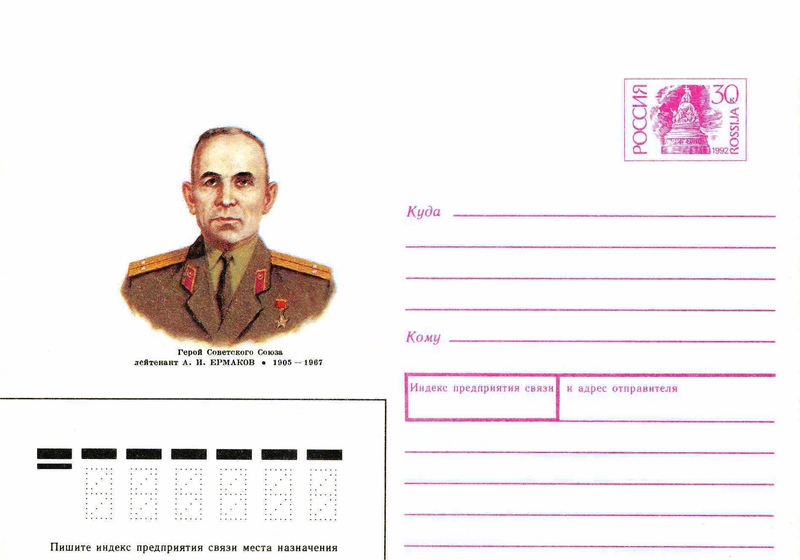
Imagen de un sobre ilustrado prefranqueado.